# パドマ・ラトナ・トゥラダール
パドマ・ラトナ・トゥラダール（Padma Ratna Tuladhar、1940年 - 2018年11月4日）は、かつてのネパールの政治家で、人権活動家。
カトマンズ在住。ネパール共産党毛沢東主義派を政治の主流に引き出すことに重要な役割を果たした。
毛派から初代大統領に推す声が一時出ていた。
2018年10月26日に脳出血を起こし、カトマンズの病院で治療を受けていたが、同年11月4日に死去。78歳没。